# امیرمحمد مظلوم
امیرمحمد مظلوم (زادهٔ ۷ بهمن ۱۳۷۴) در رشت بازیکن فوتبال اهل ایران است. گل‌های مظلوم یکی از عوامل صعود ایران به جام جهانی نوجوانان در امارات بود. او همچنین سابقه بازی در تیم فوتبال داماش گیلان و سایپا را دارد.

## داماش گیلان
وی در سال ۱۳۹۱ با عقد قراردادی یک ساله به مبلغ ۱۱۰ میلیون تومان به تیم داماش پیوست. ودرحال حاضرسرباز می‌باشد.